# Aÿ-Champagne
Aÿ-Champagne es una comuna nueva francesa situada en el departamento de Marne, de la región de Gran Este.

## Historia
Fue creada el 1 de enero de 2016, en aplicación de una resolución del prefecto de Marne del 9 de noviembre de 2015, y modificación posterior del 24 de diciembre del mismo año, con la unión de las comunas de Ay, Bisseuil y Mareuil-sur-Ay, pasando a estar el ayuntamiento en la antigua comuna de Ay.

## Demografía
| Gráfica de evolución demográfica de Aÿ-Champagne entre 1800 y 2012 |
|                                                                    |

Los datos entre 1800 y 2012 son el resultado de sumar los parciales de las dos comunas que forman la nueva comuna de Aÿ-Champagne, cuyos datos se han cogido de 1800 a 1999 (o a 2006 según corresponda), para las comunas de Ay, Bisseuil y Mareuil-sur-Ay de la página francesa EHESS/Cassini. Los demás datos se han cogido de la página del INSEE.

## Composición
| Comuna delegada | Código INSEE | Población (2013) | Superficie (km²) | Densidad (hab./km²) |
| --------------- | ------------ | ---------------- | ---------------- | ------------------- |
| Ay              | 51030        | 3978             | 10.43            | 381                 |
| Bisseuil        | 51064        | 645              | 10.03            | 64                  |
| Mareuil-sur-Ay  | 51347        | 1218             | 11.48            | 106                 |